# Equus October
Equus October „říjnový kůň“ byl ve starověkém římském náboženství hlavní rituál bezejmenného svátku na počest Marta konaného 15. října, tedy na říjnové idy, zahrnující závody dvojspřežení. Svátek spadal do období ukončení zemědělské a vojenské sezóny a byl následován armilustriem „očišťováním zbraní“, stejně jako byly březnové Martovy svátky, například Equirria, spojené s dostihy začátkem sezóny a byly následovány tubilustriem „očišťováním trubek“.
Během svátku byl pořádán na Martově poli závod dvojspřežení a pravý z koní zapřažených ve vítězném voze byl obětován Martovi. Je možné že oběť prováděl Martův flamen a to Martovým posvátným kopím. Kůň byl poté ozdoben bochníky chleba, snad jako vyjádření díků za úrodu, a byl mu uťat ohon a hlava. Hlava byla naražena na kůl a soupeřili o ní obyvatelé čtvrtí Subura a Via Sacra, pokud zvítězili první jmenovaní pověsili ji na věž Turris Mamilia, pokud druzí tak na Regii. Ohon byl běžci dopraven do Regie a rozsekán tak aby krev skrápěla oltář, snad v Martově svatyni. Jaan Puhvel přirovnává tento rituál k védské oběti ašvamédha.
Je možné že krev z koňského ohonu bývala použita při míchání očistné směsi při dubnovém svátků Parilií, kterou vestálky připravovali z popela koně, nenarozeného telete a z bobových stébel. Badatele k tomuto závěru vede fakt že koňská oběť byla pro Římany velmi neobvyklá.